# Luis del Sol
Luis del Sol Cascajares (* 6. April 1935 in Arcos de Jalón, Provinz Soria; † 20. Juni 2021 in Sevilla) war ein spanischer Fußballspieler.

## Sportlicher Werdegang
Luis del Sol begann seine Laufbahn im Jahr 1954 bei Betis Sevilla. Im April 1960, unmittelbar nach dem Ende der Primera División 1959/60 wechselte er für sechs Millionen Peseten zu für zwei Jahre zu Real Madrid. Am Ende des Monats trat er bereits mit Real in den Halbfinalspielen um den Europapokal der Landesmeister 1959/60 gegen den FC Barcelona an und gewann im Mai das legendäre Endspiel gegen Eintracht Frankfurt mit 7:3. Im weiteren Verlauf des Jahres gewann er mit Real auch den Weltpokal gegen CA Peñarol aus Montevideo. In den Spielzeiten 1960/61 und 1961/62 folgte noch der Gewinn der spanischen Meisterschaft.
Im Jahr 1962 wechselte Del Sol zu Juventus Turin. Hier wurde er 1963 Vizemeister und 1967 italienischer Meister. 1965 gewann er die Coppa Italia durch einen 1:0-Finalsieg gegen Inter Mailand, wobei er nach einer Auseinandersetzung mit Tarcisio Burgnich gemeinsam mit diesem in der 75. Minute des Feldes verwiesen wurde. 1970 heuerte der Spanier noch einmal für zwei Jahre beim AS Rom an, wo er auch Mannschaftskapitän wurde. 1972–73 ließ er seine Karriere bei Betis Sevilla ausklingen.
Mit der spanischen Nationalmannschaft gewann Del Sol die Fußball-Europameisterschaft 1964. Mit den Spaniern nahm er auch an den Fußball-Weltmeisterschaften 1962 und 1966 teil. Insgesamt erzielte er in 16 Länderspielen drei Tore.